# Omejidski Kalifat
Omejidski Kalifat (arap. الخلافة الأموية, Al-Ḫilāfat al-ʾumawiyya) je drugi od četiri velika islamska kalifata utvrđena nakon smrti Muhameda. 
Ovo je kalifat fokusiran na omejidsku dinastiju (arap. الأمويون, al-ʾUmawīyyūn, or بنو أمية, Banū ʾUmayya, „Sinovi Omaje“), porijeklom iz Meke. Omejidska dinastija je prvi put došla na vlast pod trećim kalifom, Osmanom ibn Afanom (oko 644-656.), ali omejidski režim je osnovao Muavija ibn Abi Sufjan, dugogodišnji guverner Sirije, nakon završetka Prvog muslimanskog građanskog rata u 661. po Kristu/41. po hidžri. 
Sirija je ostala glavna baza Omejida poslije toga, a Damask je bio njihova prijestolnica. Omejidi su nastavili muslimanska osvajanja, uključujući područja kao što su: Kavkaz, Transoksijana, Sind, Magreb i Iberijski poluotok (Al-Andalus). U svom najvećem obimu, Omejidski kalifat pokrivao je 13,400.000 km2, što ga čini jednim od najvećih carstava u povijesti.